# قناعة (خلق)
القناعة لغةً:
هي الرضا باليسير من العطاء. وقال بعض أهل العلم: إن القُنوع قد يكون بمعنى الرضا وسمِّيت قناعةً؛ لأنه يقبل على الشيء الذي له راضيًا.
والقناعة اصطلاحًا:
هي الرضا بما أعطى الله.
وقال السيوطي القناعة: الرضا بما دون الكفاية والاستغناء بالموجود.
وقال المناوي: هي السكون عند عدم المألوفات. وقيل: الوقوف عند الكفاية.

## التفريق بين القناعة وغيرها من الصفات المتقاربة

### الفرق بين القناعة والزهد
قال الراغب: (القناعة: الرضا بما دون الكفاية وأما الزهد: الاقتصار على الزهيد أي: القليل وهما يتقاربان... لكن القناعة تقال اعتبارًا برضا النفس، والزهد يقال اعتبارًا بالمتناول لحظ النفس وكلُّ زهد حصل لا عن قناعة فهو تَزَهُّـد لا زهد).

### - الفرق بين القصد والقناعة
(أنّ القصد: هو ترك الإسراف والتقتير جميعًا.
والقناعة: الاقتصار على القليل والتقتير، ألا ترى أنه لا يقال هو قنوع إلا إذا استعمل دون ما يحتاج إليه، ومقتصد لمن لا يتجاوز الحاجة ولا يقصر دونها، وترك الاقتصاد مع الغنى ذم، وترك القناعة معه ليس بذم، وذلك أنَّ نقيض الاقتصاد الإسراف، وقيل: الاقتصاد من أعمال الجوارح؛ لأنَّه نقيض الإسراف، وهو من أعمال الجوارح والقناعة من أعمال القلوب).

## مراتب القناعة
قال الماوردي: (والقناعة قد تكون على ثلاثة أوجهٍ:
- فالوجه الأول: أن يقنع بالبلغة من دنياه، ويصرف نفسه عن التعرُّض لما سواه. وهذا أعلى منازل القناعة.
- والوجه الثاني: أن تنتهي به القناعة إلى الكفاية، ويحذف الفضول والزيادة. وهذه أوسط حال المقتنع.
- والوجه الثالث: أن تنتهي به القناعة إلى الوقوف على ما سنح، فلا يكره ما أتاه وإن كان كثيرًا، ولا يطلب ما تعذَّر وإن كان يسيرًا. وهذه الحال أدنى منازل أهل القناعة؛ لأنها مشتركةٌ بين رغبةٍ ورهبةٍ. أما الرغبة؛ فلأنه لا يكره الزيادة على الكفاية إذا سنحت. وأما الرهبة؛ فلأنه لا يطلب المتعذر عن نقصان المادة إذا تعذرت).[7]

## ذكر القناعة في القرآن
- قال سبحانه وتعالى (في سورة الحج):«وَأَطْعِمُوا الْقَانِعَ وَالْمُعْتَرَّ» – [آية 36]
قال أبو إسحاق الثعلبي: (القانع من القناعة، وهي الرضا والتعفف وترك السؤال).[8]
قال الطبري: (وأما القانع: الذي هو بمعنى المكتفي؛ فإنه من قَنِعت بكسر النون أقنع قناعة وقنعًا وقنعانًا).[9]
وقال مجاهد: (القانع: جارك الذي يقنع بما أعطيته).[10]
- قال تعالى (في سورة الانفطار): ﴿إِنَّ الْأَبْرَارَ لَفِي نَعِيمٍ ۝١٣﴾ [الانفطار:13]
قال الرازي: (قال بعضهم؛ النعيم: القناعة، والجحيم: الطمع).[11]
وقال النيسابوري: (وقال آخرون: النعيم: القناعة والتوكل).[12]
- قال تعالى (في سورة النحل): ﴿مَنْ عَمِلَ صَالِحًا مِنْ ذَكَرٍ أَوْ أُنْثَى وَهُوَ مُؤْمِنٌ فَلَنُحْيِيَنَّهُ حَيَاةً طَيِّبَةً وَلَنَجْزِيَنَّهُمْ أَجْرَهُمْ بِأَحْسَنِ مَا كَانُوا يَعْمَلُونَ ۝٩٧﴾ [النحل:97].
عن محمد بن كعب في قوله تعالى: "وَهُوَ مُؤْمِنٌ فَلَنُحْيِيَنَّهُ حَيَاةً طَيِّبَةً"، قال: القناعة.[13]
وفسَّرها علي بن أبي طالب  أيضًا بالقناعة.[14]

## ذكر القناعة في السنة
| وقال ﷺ: (( اللهمَّ اجعل رزق آل محمدٍ قُوتًا )). |

قال ابن حجر: (أي: اكفهم من القوت بما لا يرهقهم إلى ذلِّ المسألة، ولا يكون فيه فضولٌ تبعث على الترفُّه والتبسُّط في الدنيا. وفيه حجةٌ لمن فضَّل الكفاف؛ لأنَّه إنما يدعو لنفسه وآله بأفضل الأحوال).
وقال النووي: (قال أهل اللغة العربية: القُوت ما يسدُّ الرَّمَق، وفيه فضيلة التقلل من الدنيا، والاقتصار على القوت منها، والدعاء بذلك).
وعن أبي هريرة  قال رسول الله ﷺ:
((مَن يأخذ عني هؤلاء الكلمات فيعمل بهنَّ، أو يعلم من يعمل بهنَّ؟ قلت: أنا يا رسول الله! فأخذ يدي فعدَّ خمسًا، فقال: اتَّقِ المحارم تكن أعبد الناس، وارضَ بما قسم الله لك تكن أغنى الناس، وأحسن إلى جارك تكن مؤمنًا، وأحبَّ للناس ما تحب لنفسك تكن مسلمًا ولا تكثر الضحك؛ فإنَّ كثرة الضحك تميت القلب)).
قال المناوي: (وارضَ بما قسم الله لك) أي: أعطاك (تكن أغنى الناس) فإنَّ من قنع بما قسم له، ولم يطمع فيما في أيدي الناس استغنى عنهم .
عن عبد الله بن عمرو ، أن رسول الله ﷺ قال:
(( قد أفلح من أسلم، ورُزق كفافًا، وقنَّعه الله )).
قال ابن حجر: (ومعنى الحديث: أن من اتصف بتلك الصفات حصل على مطلوبه، وظفر بمرغوبه في الدنيا والآخرة).
وقال المناوي: (رُزق كفافًا، وقنَّعه الله بالكفاف، فلم يطلب الزيادة).
وقال المباركفوري: (... ((كفافًا)). أي: ما يكف من الحاجات، ويدفع الضرورات. ((وقنَّعه الله)). أي: جعله قانعًا بما آتاه).
وقال القرطبي: (أنَّ من فعل تلك الأمور واتصف بها فقد حصل على مطلوبه، وظفر بمرغوبه في الدنيا والآخرة) .
قال ابن بطال: (وقوله: دونك يا ابن آدم، لا يشبعك شيء. يدلُّ على فضل القناعة، والاقتصار على البلغة، وذمِّ الشَّرَهِ والرغبة).
وقال ابن حجر: (وفيه إشارةٌ إلى فضل القناعة، وذمِّ الشَّرَهِ) 

## أقوال في القناعة
- قال عمر بن عبد العزيز: (الفقه الأكبر: القناعة، وكفُّ اللسان.)[26]
- قال عبد الله بن عباس: (القناعة مال لا نفاد له.)[27]
- وكان محمد بن واسع يبل الخبز اليابس بالماء ويأكل ويقول: من قنع بهذا لم يحتج إلى أحد.[28]
- وقال مالك بن دينار: (أزهد الناس من لا تتجاوز رغبته من الدنيا بلغته).[29]
- وقال بعض الحكماء: إنَّ من قنع كان غنيًّا وإن كان مقترًا ومن لم يقنع كان فقيرًا، وإن كان مكثرًا.
- (عن أبي سليمان أنه قال: سمعت أختي تقول: الفقراء كلهم أموات إلا من أحياه الله تعالى بعزِّ القناعة، والرضا بفقره).[30]
- وقال أبو حاتم: (مِن أكثر مواهب الله لعباده وأعظمها خطرًا القناعة، وليس شيء أروح للبدن من الرضا بالقضاء، والثقة بالقسم، ولو لم يكن في القناعة خصلة تُحمد إلا الراحة، وعدم الدخول في مواضع السوء لطلب الفضل، لكان الواجب على العاقل ألا يفارق القناعة على حالة من الأحوال).

- وقال أيضًا: (القناعة تكون بالقلب؛ فمن غني قلبه غنيت يداه، ومن افتقر قلبه لم ينفعه غناه، ومن قنع لم يتسخط وعاش آمنا مطمئنًا، ومن لم يقنع لم يكن له في الفوائت نهاية لرغبته، والجَدُّ والحرمان كأنهما يصطرعان بين العباد).

## صور من القناعة

### صور من قناعة النبي
| وعن أبي هريرة قال: قال رسول الله ﷺ: (( لو كان لي مثل أحد ذهبًا ما يسرني أن لا يمرَّ علي ثلاث وعندي منه شيء، إلا شيء أرصده لدين )). |

قال عمر بن الخطاب :

### صور من قناعة الصحابة
- عن أبي هريرة  قال: (لقد رأيت سبعين من أصحاب الصفة ما منهم رجلٌ عليه رداءٌ إما إزارٌ وإما كساءٌ قد ربطوا في أعناقهم، فمنها ما يبلغ نصف الساقين، ومنها ما يبلغ الكعبين، فيجمعه بيده كراهية أن تُرى عورته).[36]

- وقال الحسن: (كان عطاء سلمان خمسة آلاف، وكان أميرًا على زهاء ثلاثين ألفًا من المسلمين، وكان يخطب في عباءة يفترش نصفها، ويلبس نصفها، فإذا خرج عطاؤه تصدَّق به، وأكل من سفيف يده).[38]

## أمثال في القناعة
- يقال في المثل: خير الغنى القنوع، وشر الفقر الخضوع.
- القناعة مال لا ينفد
- وقولهم: يكفيك ما بلغك المحل .

## أقوال الشعراء في القناعة
قال الشاعر:

## المؤلفات في موضوع القناعة
- القناعة، لأحمد بن محمد بن إسحاق بن إبراهيم بن أسباط بن عبد الله بن إبراهيم بن بُدَيْح الدِّيْنَوَريّ، المعروف بـ «ابن السُّنِّي» (المتوفى: 364هـ)، المحقق: عبد الله بن يوسف الجديع، مكتبة الرشد – الرياض، الطبعة: الأولى، 1409هـ.
- القناعة والتعفف، لأبي بكر عبد الله بن محمد بن عبيد بن سفيان بن قيس البغدادي الأموي القرشي المعروف بابن أبي الدنيا (المتوفى: 281هـ)، دراسة وتحقيق: مصطفى عبد القادر عطا، الناشر: مؤسسة الكتب الثقافية، بيروت – لبنان، الطبعة: الأولى، 1413هـ - 1993م.
- قمع الحرص بالزهد والقناعة ورد ذل السؤال بالكتب والشفاعة، لأبي عبد الله محمد بن أحمد القرطبي (ت: 671هـ)، تحقيق: مسعد عبد الحميد محمد السعدي، دار الكتب العلمية، الطبعة الأولى، 1414هـ - 1994م.